# 사략

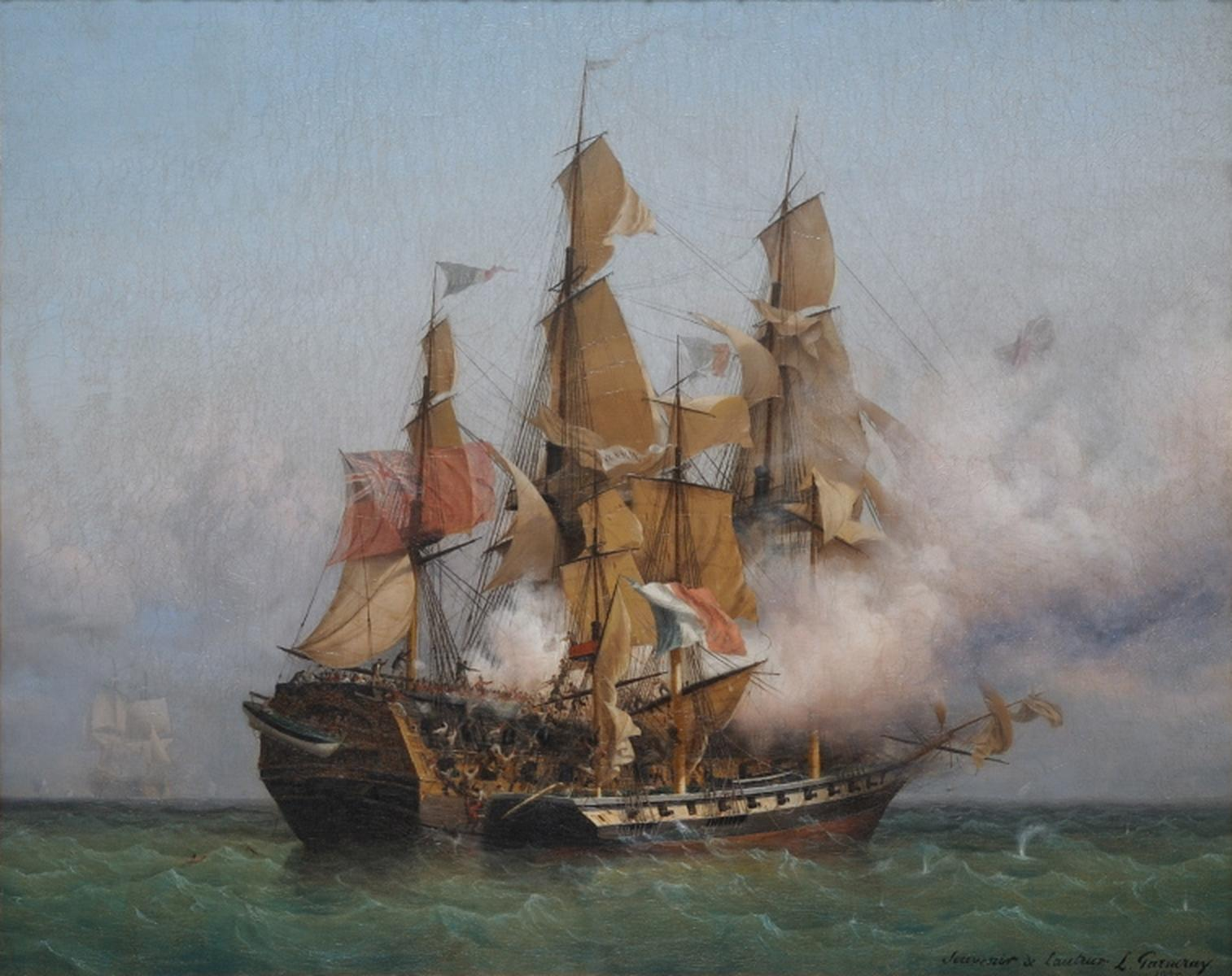
동인도 회사 배 켄트와 프랑스 사략선 콩피앙스의 전투.

사략(私掠, privateer, corsair)은 국가로부터 특허장을 받은 개인이 자신의 비용으로  선박을 무장시켜 적성국가의 상선을 노략질하는 것을 뜻한다. 사략에 동원되는 선박은 사략선(私掠船, privateer ship)이라고 한다. 중세 말에서 근세 초기 유럽 국가들은 부족한 상비 해군력을 보충하기 위해 사략선에 교전자격을 부여했다. 이 사략해적의 기동력과 해상 무장이 영국과 오스만 등 국가권력에 의해 이용된 예도 있어 어떤 의미에서는 해군의 선구적 형태였다고 할 수 있다.
영어에서 일반적으로 사용되는 해적이란 단어는 Pirate(파이럿)이지만 이들은 공인받지 못한 해적으로 그 활동은 불법이었다. 이와 달리 왕실이나 총독 등으로부터 사략 특허장을 부여받아 공인받은 사략선원들은 합법적으로 약탈 활동을 할 수 있었다. 이들 중에 중세 시절에 지중해에서 활동하던 사략해적은 코르세어(영어 Corsair)라 불리었고, 근세 들어서 활동한 사략해적들은 프라이버티어(영어 Privateer)라 불리었다. 또한 카리브해를 거점으로 하여 활동하던 사략해적들은 버커니어(Buccaneer)라 칭하기도 했다.
이들은 사략질을 통해 번 수익의 일정량을 국가에 상납해야 했으며 전쟁시 참전해야 할 의무가 있었다. 특허장을 발부한 국가의 상선과 중립국 상선을 공격할 수는 없었으나 간혹 한도를 넘는 약탈을 하여 중립국과의 분쟁의 원인이 되는 경우가 많았다. 또한 특허기간이 만료된 후에 사략선원들이 해적으로 돌변하는 경우도 많았다.
사략선은 세금을 쓰지 않고 무장한 선박과 선원을 동원하는데 사용됐다. 육군과 비교하였을때 같은 규모와 인원의 해군을 유지하는데에는 훨씬 많은 비용이 들어가기 때문에 국가 재정 지출을 줄이기 위해 취한 조치였다. 사략선들은 해군력이 약한 나라나, 무역에 의존하는 적과 마주한 국가에 도움이 됐다. 그들은 적의 상업을 교란시키고, 적국으로 하여금 더 많은 전함을 배치하도록 만들었다.
역사적으로 사략업자들과 해적들의 행위는 실질적인 차원에서 큰 차이가 없었다. 둘 모두 습격과 약탈을 했다는 점에선 동일했다. 사략선은 해적선과 달리 국가로부터 권한을 받아 합법적 활동을 했다는 차이가 있을 뿐이다. 오랜 기간 동안 여러 정권은 사략활동을 허용해 왔고, (준)해적들은 합법의 미명 아래 활동을 할 수 있었다.
사략선을 가장 많이 활용한 국가는 오스만 제국과 영국이다. 오스만 제국은 중세시절 부터 아프리카 북부연안의 알제, 튀니스, 트리폴리를 거점으로 활동하는 바르바리 해적들을 적극적으로 활용하여 지중해에서 유럽을 괴롭혔다. 오스만 제국은 내륙의 유목민족이 건설한 국가답게 해양활동에 약했기 때문에 북아프리카 도시국가들과 주종관계를 맺은 후 전략적 차원에서 사략선들을 활용했던 것이다. 대표적인 사략해적으로 영국의 프랜시스 드레이크가 꼽힐 정도로 영국은 스페인을 공략하는데 사략제도를 적극적으로 이용하였다. 1492년에 콜럼버스에 의해 아메리카 대륙이 발견된 후, 중남미에서 채굴한 금은을 싣고 스페인으로 운송하는 상선의 약탈은 일확천금을 벌 수 있는 매우 좋은 기회였기 때문에 사략선의 주요 목표가 되었고, 수익이 우수한 사략업은 점차 크게 활성화 되었다.
적대국의 상업을 교란하여 경제적인 불이익을 주기위해 적극적으로 활용되었던 사략행위는 1714년에 스페인 왕위계승전이 끝난 이후 평화 분위기가 형성되며 점차 내리막을 걷기 시작했다. 정치 외교적인 필요에 따라 유럽국가들은 사략행위를 금하고 해적들을 적극적으로 단속하자 이들은 인도양으로 활동 무대를 옮겨갔다. 그러나 17~18세기에 북아프리카 국가들은 바르바리 해적들을 이용하여 유럽의 상선들을 약탈, 나포하며 통행료 명분으로 공납을 받아 큰 골치거리가 되었다.
예외적으로 강력한 해군력을 가진 영국 상선은 약탈이나 공납에서 제외되었지만 영국에서 독립한 미국의 상선들은 주요 목표물이 되었다. 신생독립국이었던 미국은 해군력이 약했기에 초반에는 협상을 통해 타협을 했다. 그러나 과도한 요구에 미국내 여론이 악화되자 두 차례에 걸친 바르바리 전쟁을 전개하여 사태를 타개하는데 성공하였다. 미국이 거둔 성과는 유럽국가들을 자극하였고, 유럽국가들이 공납 관행을 폐기하고 지중해 내에서의 해적 활동을 근절시키는 방향으로 정책을 전환하도록 만들었다. 1830년 프랑스가 알제리를 무력으로 점령하여 식민지로 만들었고 이후 튀니스 등과 다시 조약을 체결하여 바르바리 해적의 활동을 실질적으로 종식시켰다.
1856년의 파리선언으로 유럽 국가간에 사략 행위가 금지 되었다. 사략선의 폐지는 대해군력을 보유한 영국, 프랑스에는 유리하였지만 해군력이 약한 미국, 스페인, 멕시코가 반대하였다. 그러나 1898년의 미서(美西) 전쟁에서 양 교전국은 사략선을 사용하지 않고 스페인과 멕시코는 파리선언에 가입하였기 때문에 사략선의 폐지는 보편적인 것이 되었다. 1907년 헤이그에서 열린 제2차 만국평화회의에서 사략행위 근절을 위한 국제법이 제정되었다. 이로써 국제법상 사략 행위 즉 민간 선박에 의한 국가 공인 해적 행위는 금지되었다. 일반적인 해적 행위에 대해서는 1958년 제1회 국제연합 해양법 회의에서 공해에 관한 조약이 체결되면서 공해상의 해적의 정의와 처리가 규정되었다. 1982년에 제정된 국제연합 해양법 협약은 이 조약을 계승하였다.

## 같이 보기
- 부카니에
- 통상 파괴
- 필리부스테로
- 용병
- 민간군사기업
- 복구
- 윌리엄 워커